# Karaops ellenae
Espèce
Karaops ellenae est une espèce d'araignées aranéomorphes de la famille des Selenopidae.

## Distribution
Cette espèce est endémique du Sud-Ouest de l'Australie-Occidentale,. Elle se rencontre entre Peel et Wheatbelt.

## Description
Le mâle holotype mesure 5,15 mm et la femelle paratype 10,28 mm.

## Étymologie
Cette espèce est nommée en référence à Ellen Harvey, la fille de Mark Stephen Harvey.

## Publication originale
- Crews & Harvey, 2011 : The spider family Selenopidae (Arachnida, Araneae) in Australasia and the Oriental region. ZooKeys, no 99, p. 1-103 (texte intégral).